# Ashampoo AntiVirus
Ashampoo AntiVirus — антивирусное программное обеспечение, разрабатываемое германской частной компанией Ashampoo. Предоставляет пользователю защиту от вирусов, троянских и шпионских программ, руткитов, Adware с ежедневным обновлением своих баз данных.

## Описание
Является очень маленьким по размеру, а также экономным в потреблении системных ресурсов. Благодаря встроенной проактивной защите способен обнаруживать вирусы, которые отсутствуют в базе данных. Также антивирус можно настроить так чтобы он обнаруживал какие-то вирусные игры[неизвестный термин], сайты и другое. 
Включает в себя различные режимы  и осуществляет проверку: 
- всего компьютера.
- памяти.
- системных областей.
- жёстких дисков.
- CD/DVD.
- папок

Ко всему прочему, программа оснащена антивирусным монитором, планировщиком заданий, карантинной областью и журналом событий. Может интегрироваться в оболочку Windows и производить сканирование выбранных папок и файлов из контекстного меню, а также, при установленной опции, выключить компьютер по завершении проверки объектов на наличие вредоносных программ.
Антивирус не является кроссплатформенным программным обеспечением и работает только на компьютерах под управлением операционной системы Microsoft Windows.